# Kalendarium Modliborzyc
Modliborzyce – wieś położona 10 km na W od Opatowa; około 19 km na SE od klasztoru świętokrzyskiego.
W czasach współczesnych wieś w Polsce położona w województwie świętokrzyskim, w powiecie opatowskim, w gminie Baćkowice.
Nazwy lokalne wsi w dokumentach źródłowych – 1326-7 „Modlibossicz”, 1327-8 „Modlibosicz”, 1346-9, 1352 „Modlibozicze”, 1350-1, 1353 „Modlibozicz“, 1351 „Modlibosicze”, 1354-6, 1414-5, 1442 „Modlibozice”, 1373-4, 1402 „Modlibozicze”, 1416 „Modliborzyce”, 1427 „Modliboszyce”, 1437 „Modlibasicze”, 1449 „Modliborzyce”, „Modlibosschÿcze”, „Modliborsk”, 1452, 1454 „Modliboszicze”, 1470-80 „Modlybozycze”, „Modlibozicze”, „Modlibozycze”, 1471 „Modliborzicze”, „Modlibozicze”, 1504 „Modlyboczycze”, „Modlibozicze”, „Modlybozycze”, 1506 „Modlibozicze”, 1510 „Modlibozice”, 1529 „Modlibozice”, „Modliborzicze”, 1530 „Modlibozycze”, 1531 „Modlibozijcze”, 1532 „Modlÿbozhÿcze”, 1538 „Modlibozyce”, 1546 „Modliborzycze”, 1553 „Modlibozicze”, 1555 „Modliborzicze”, 1561-2 „Modlissowycz”, 1564 „Modlibozice”, 1569 „Modlibozicze”, 1571 „Modlibozice”, 1578n. „Modlibozicze”, 1627 „Modliborzyce”, 1629 „Modlybozyce”, 1650 „Modlibozyce”, 1650-1 w „Modlibozycach”, w „Modliborzycach”, „Modlibozanie”, „Modliboski”, 1662 „Modlibozyce”, 1787n. „Modliborzyce”;.

## Podległość administracyjna kościelna i świecka
W roku wieś położona 1351 w ziemi sandomierskiej, 1442 powiat sandomierski, 1827 powiat opatowski (Tabela II 28). Od 1325 r. parafia własna.

## Opis granic
- 1402 – spór o drogę meszną w którym Stanisław dziedzic Wojnowic zobowiązuje się nie używać ani pieszo, ani konno przedmiotowej ścieżki mesznej przebiegającej z Wojnowic do Modliborzyc przez pola należące do Macieja opata i konwentu klasztoru świętokrzyskiego, począwszy od wzgórza po ich lewej stronie[7].
- 1416 – graniczy z Rudnikami[8].
- 1449 – Mikołaj z Taczowa podkomorzy sandomierski rozgranicza Modliborzyce od Gołoszyc Większych [ob. Wyższych] należących do Wawrzyńca kantora opat. Granica prowadzi według starych znaków wskazanych przez starców, od narożnicy między Modliborzycami i dziedzictwem Lipniki (obecnie nie istnieje) przez zarośla do rzeki, jej obu brzegami przez las do cz. należącej do Mikołaja z Gołoszyc, gdzie kończy się przy ogrodzie nad rzeką[9].
- 1449 – tenże rozgranicza Modliborzyce od Gołoszyc Mniejszych (ob. Niższych) należących do rodzeństwa Piotra i Femki. Granica biegnie od narożnicy między Modliborzycami i Oziembłowem przez zarośla do gęstego gaju, następnie do drogi z Gołoszyc do Krępy przez gaj modliborski (modlobossky), za nią zaroślami obok dużego, gęstego gaju do drogi zwanej „Bukowka”, skrajem zarośli do błotnistej łąki czyli „błothnicy”, a w połowie drogi w stronę pola w prawo, do dębu na brzegu łąki, między łąką a polem w kierunku Gołoszyc Mniejszych, przecina ścieżkę prowadzącą z Gołoszyc [których?] do Modliborzyc na mszę, czyli meszną ścieżkę (ad missam alias do meszneÿ sczÿesszkÿ)[a], przed Gołoszycami Mniejszymi skręca do olchy (olsscheÿ) stojącej pośrodku łąki, stąd do pola (alias cu polu) należącego do Modliborzyc, skrajem łąki przez rzekę płynącą z Gołoszyc Większych do Modliborzyc i jej brzegiem do granic tych Gołoszyc[10][11].
- 1452 – droga w Modliborzycach łącząca posiadłości plebana.
- 1470-80 – graniczy z Gołoszycami, Bratkowem (obecnie część Oziębłowa), Rudnikami, Piskrzynem, Żernikami i Oziembłowem (Długosz L.B. III 235).
- 1580, 1589 – rozgraniczenie z Oziembłowem[12].
- 1580 a następnie 1638 – rozgraniczenie z Rudnikami i Piskrzynem[13].
- 1586-7 – rozgraniczenie z Bratkowem (obecnie część Oziębłowa) koło granic Rudników i Oziembłowa[14].
- 1589-90 – rozgraniczenie z obu Gołoszycami[15].
- 1598 – rozgraniczenie z Żernikami (Inw. 1598 214).
- 1712 – rozgraniczenie z Piskrzynem[16].
- 1788 – następnie 1796-7 rozgraniczenie z Gołoszycami Wyższymi[17].
- 1789 – ustalenie granic Modliborzyc[18].
- 1800 – rozgraniczenie z Bratkowem (obecnie część Oziębłowa)[19].

## Kalendarium – własność , powinności i przywileje ekonomiczne
Własność klasztoru świętokrzyskiego i plebana Modliborzyc
- 1351 – Kazimierz Wielki przenosi na prawo średzkie imiennie wyliczone posiadłości klasztoru świętokrzyskiego, w tym Modliborzyce[4].
- 1427 – Mikołaj opat świętokrzyski przeznacza na utrzymanie konwentu między innymi wieś Modliborzyce z sepem i innymi dochodami, którą zakonnicy albo wykupią z rąk szlachcica Andrzeja i jego żony, albo też obejmą dopiero po ich śmierci[20].
- 1442 – Władysław Warneńczyk przenosi na prawo średzkie imiennie wyliczone posiadłości opactwa świętokrzyskiego, w tym Modliborzyce[5][21].
- 1452 – przyjeżdżający do Modliborzyc mnisi świętokrzyscy mają prawo do 2 posiłków na koszt plebana.
- 1470-80 – własność klasztoru świętokrzyskiego, folwark klasztorny, 8,5 łanów kmiecych, 3 zagrody z rolą, 3 karczmy z rolą, staw rybny położony pośrodku wsi, jeziorko, młyn. Kmiecie płacą po 40 gr czynszu, dają po 30 jaj, 2 koguty, pracują po 1 dniu tyg. własnym wozem lub pługiem, karczmy płacą po 2/12 grzywny, czynszu, młyn płaci czynsz (Długosz L.B. III 234-5; II 328-9);
- 1504, 1506 – pobór z 5 łanów i karczmy dorocznej[22].
- 1510 – pobór z 6 łanów i karczmy z 1 kwartą roli[23].
- 1529 – wieś należy do stołu konwentu, płaci 11 grzywien i 32 groszy czynszu, ale mnisi już od 2 lat go nie otrzymują, bowiem wieś Modliborzyce wziął w dożywocie jako zastaw za pożyczkę Erazm Krupek[24]
- 1529 – wiadomo że byłe opustoszała karczma i zagroda[25].
- 1530-2 – pobór z 4 łanów i karczmy z 1 kwartą roli[26].
- 1537 – wieś dzierży w zastawie Erazm Krupek[27].
- 1538 – pobór z 4 łanów, od 1 zagrodnika i z karczmy[28]
- 1553 – Zygmunt August potwierdza oddanie wsi Modliborzyce należącej do konwentu świętokrzyskiego w dożywotnią dzierżawę Pawłowi Kuczowskiemu[29]
- 1553 – w tym samym roku Zygmunt II August przenosi na prawo niemieckie imiennie wyliczone posiadłości klasztoru świętokrzyskiego, w tym Modliborzyce[30],
- 1555 – Jakub Uchański biskup chełmski, komisarz Stolicy Apostolskiej, i Jan z Tarnowa, kustosz tarnowski, potwierdzają warunki podziału dóbr klasztoru świętokrzyskiego z 1427 r., między innymi zobowiązują opata Andrzeja Kuczowskiego do wykupienia na swój koszt za 80 florenów z rąk jego brata Pawła należącej do stołu konwentu wsi Modliborzyce[31].
- 1555 – Paweł Kuczowski orator o.Cystersów skarży przed delegatami Stolicy Apostolskiej opata i konwent świętokrzyski, ponieważ uzyskał od nich przed kilku laty w dożywocie wieś Modliborzyce, w której poczynił pewne inwestycje, a teraz ma być mu ona odebrana wyrokiem sądu komisarycznego jak wyżej[32].
- 1564-5 – należy do klasztoru świętokrzyskiego, wieś ma w dzierżawie Mydłownicki[33].
- 1569, 1571 – opat świętokrzyski daje pobór z 7 łanów, od 3 zagrodników z ogrodem i z karczmy[34].
- 1578 – pobór od 16 kmieci na 8 łanów, 4 zagrodników z rolą, 1 kowala i 5 rybaków[35][36].
- 1588 – klasztor świętokrzyski daje pobór od 16 kmieci na 8 łanach, 4 zagrodników z rolą, karczmy z kwartą roli i 5 rybaków[37].
- 1600 – wieś dalej w dzierżawie[27].
- 1604 – wizytator kościelny Marcin Wróblewski archidiakon sandomierski stwierdza nadużycia ówczesnego dzierżawcy Modliborzyc, szlachcica Jana Kuczowskiego, w stosunku do poddanych w Modliborzycach[38].
- 1617 – znany jest wójt Wawrzyniec w Modliborzycach[39].
- 1629 – opat świętokrzyski daje pobór od 16 kmieci na 8 łanach, 4 zagrodników z rolą, 3 rybaków i z kwarty roli karczmy[40].
- 1650 – wieś należy do stołu konwentu[41],
- 1650 – konwent świętokrzyski daje pobór z 13 domów, od 16 kmieci na 3 łanach, 4 zagrodników z rolą, 3 rybaków, z 1 karczmy z rolą i 1 karczmy bez roli[42].
- 1651 – należy do stołu konwentu, 12 kmieci, 6 półrolnych, 2 zagrodników, karczma, wiatrak. Wszyscy płacą czynsz na ś. Marcina [11 XI], kmiecie po 22 gr, półrolnych po 11 gr, zagrodników po 6 gr, chałupników, jeśli są, po 1 gr, karczmarze po 20 florenów, a od wiatraku 6 florenów i 6 groszy.

Kmiecie dają po 4 kapłony i 6 mat, pracują cały rok po 3 dni tyg. w 2 osoby [własnym zaprzęgiem], półrolni dają po 3 kapłony i 3 maty, pracują tylko latem po 4 dni tygodniowo jedną osobą, pieszo.
- 1662 – pogłówne od zarządcy szlachcica Winiarskiego z żoną, 11 osób czeladzi i 68 mieszkańców wsi[44].
- 1673 – własność konwentu świętokrzyskiego, pogłówne od zarządcy Wojciecha Błażejowskiego z żoną i córką, 57 czeladzi i mieszkańców wsi[45].
- 1674 – pogłówne od Błażejewskiego z żoną i córką, 9 czeladzi folwarcznej i 40 mieszkańców wsi, Bidzińskiego z żoną, synem i 3 córkami, 9 czeladzi i 92 mieszkańców wsi[46].
- 1676 – pogłówne od 345 osób[47].
- 1747 – wieś liczyła 628 mieszkańców, w tym 20 Żydów[48].
- 1782 – liczyła 716 mieszkańców, w tym 6 protestantów i 50 Żydów[49].
- 1787 – wieś liczyła 808 mieszkańców, w tym 47 Żydów (ib. 119);
- 1789 – dochód z całej wsi wynosi 19237 złotych i 4 grosze, w tym plebana 2453 złotych i 20 groszy[50].
- 1819 – wieś Modliborzyce z folwarku należy do stołu konwentu świętokrzyskiego[51].
- 1827 – we wsi było 24 domy i 148 mieszkańców (Tabela II 28).

## Kalendarium Parafii – patronat, powinności dziesięcinne
Wieś parafialna, patronat należy do szlachty i klasztoru świętokrzyskiego, dziesięcina należy do plebana Modliborzyc i klasztoru świętokrzyskiego.
- 1325-8, 1350-1, 1354-5 – parafia płaci dziesięcinę papieską, taksa 8 grzywien[52]  I 162, 239[53];.
- 1326-8 – wiadomo że plebanem był Stefan[54].
- 1352-6, 1373-4 – parafia wymieniona w spisach świętopietrza, płaci w latach 1346-8,

1373-4 po 3 skojce
1349 po 4 skojce.
- 1437 – po rezygnacji plebana Stanisława oraz odrzuceniu przez parafian kandydatury Pawła z Brzegu, jako im nieznanego i nieodpowiedniego, prowizję na kościół parafialny w Modliborzycach o dochodzie 8 grzywien, otrzymuje kleryk Abraham z Rudnik[59].
- 1402, 1449 – wspomniane ścieżki meszne z Wojnowic i Gołoszyc do Modliborzyc.
- 1452 – Jan Elgot scholastyk i kanonik krakowski, wikariusz in spiritualibus, wspomagany opinią Jana z Dąbrówki, profesora teologii, doktora dekretów, dziekana sądeckiego, kanonika u ś. Floriana oraz magistra Jakuba z Szadka, kanonika sandomierskiego, wydaje ostateczny wyrok w sporze między opatem i konwentem świętokrzyskim a magistrem Bartłomiejem plebanem Modliborzyc o drogę w Modliborzycach

pleban ma wytyczyć sobie nową drogę łączącą jego posiadłości (tej samej długości co stara, którą musi porzucić), przechodzącą z lewej strony jego dworu, idąc z Opatowa do Szydłowa, ma też, wynagradzając ustępstwo konwentu, gościć przybywających do Modliborzyc zakonników dwoma posiłkami.
- 1454 – papież Mikołaj V poleca archidiakonowi krakowskiemu i kantorowi sandomierskiemu przywrócić wszystkie posiadłości i dochody kościoła w Modliborzycach rozdane bezprawnie przez poprzedników obecnego plebana Bartłomieja z Opatowa (ib. 1853[61][62];
- 1468 (!)2 – opat i konwent klasztoru świętokrzyskiego zawierają ugodę z Goliskim w sprawie prawa patronatu nad kościołem parafialnym w Modliborzycach[63].
- 1468-78 – plebanem był Jan Bostowski[64][65][66][67][68].
- 1470-80 – murowany kościół parafialny ś. Benedykta, zbudowany z kamienia staraniem plebana magistra Bartłomieja z Opatowa, którego jedynym kollatorem i patronem są opat i konwent klasztoru świętokrzyskiego, ale część praw patronatu należy do dziedzica Gołoszyc.

Pleban posiadał w Modliborzycach 1 karczmę z rolą, ale zamienił ją na klasztorne łożysko rzeki (alveum) i łąki dla zbudowania stawu rybnego, ma też role na folwarku o obszarze do 3 łan, 1 rolę we wsi Piskrzyn oraz trzy łąki
w Modliborzycach, Rudnikach i Stobcu. Z części ról folwarcznych, tych nowo wyrudowanych (dziś powiemy zrekultywowanych), dziesięcinę pobiera klasztor świętokrzyski, z pozostałej części folwarku i wsi dziesięcina snopowa i konopna wartości do 8 lub do 10 grzywien należy do plebana Modliborzyc, który pobiera też dziesięcinę snopową z folwarków szlacheckich, łanów kmiecych, zagrody i karczmy we wsi Dąbie, w tym z jednego folwarku szlacheckiego, łanów kmiecych, zagrody i karczmy w Gołoszycach Mniejszych, z łanów kmiecych w Gołoszycach Wyższych, snopową i konopną z folwarków szlacheckich, łanów kmiecych, zagrody i karczmy w Oziembłowie, z zagrody i karczmy w Piskrzynie, z folwarków szlacheckich, łanów kmiecych, zagrody i karczmy w Raczczynie3, snopową z folwarków szlacheckich w Rudnikach, snopową i konopną z folwarków szlacheckich, łanów kmiecych, zagrody i karczmy w Stobcu, z folwarków szlacheckich, łanów kmiecych, zagrody i karczmy w Wojnowicach, snopową wartości 2 grzywny z folwarku biskupa włocławskiego w → Żernikach
Okręg parafialny: Modliborzyce, Dąbie, Gołoszyce Mniejsze i Wyższe, Oziembłów, Piskrzyn, oba Raczczyny, Rudniki, Stobiec i Wojnowice (Długosz L.B. II 328-30; III 234-5).
- 1471 – Jakub opat wąchocki jako delegat Stolicy Apostolskiej ogłasza na prośbę opata świętokrzyskiego Michała w obecności plebanów i wikarych kościołów parafialnych w → Słupi (Nowej i Starej), Świętomarzy, Modliborzycach i Mominie bullę papieską Pawła II z 1467 r. przyznającą opactwu świętokrzyskiemu dziesięcinę z nowo skolonizowanych przezeń terenów leśnych; obecny między innymi Jan Bostowski, pleban Modliborzyc[70].
- 1523 – Klemens z Oliszowy opat świętokrzyski prezentuje na plebana Modliborzyc Stanisława ze Słupi [której nie wiadomo (Obie Słupie)[71].
- 1529 – plebanem jest Stanisław ze Słupi, który pobiera dziesięcinę snopową z ról kmiecych i części folwarku w Modliborzycach wartości 4 grzywien, z Rudnik wartości 2 grzywien, z Oziembłowa i opustoszałych ról w Dąbie wartości 1,5 grzywny, z 2 folwarków i od 2 zagrodników w Gołoszycach Niższych wartości 1 grzywny, z folwarku i od zagrody w Gołoszycach Wyższych oraz z 2 ról opustoszałych wsi Raczczyn, co trzeci rok, o łącznej wartości 0,5 grzywny, z pewnych pól folwarku bpa w Żernikach wartości 20 groszy, w Piskrzynie z 2 folwarków szlacheckich i opustoszałej wsi Wojnowice wartości 3,5 grzywny, z folwarku i od zagrody w Stobcu wartości 2 grzywny i 12 groszy, z opustoszałych karczmy i zagrody w Modliborzyc dziesięciny nikt nie oddaje, za dziesięcinę konopną pleban uzyskuje 11 gr, a za kolędę 30 groszy wikary ma 2 grzywny, ministrant 1,5 grzywny, łączny dochód kaplicy wynosi 16 grzywien 1 groszy, w tym za dziesięcinę snopową 15 grzywien 19 groszy[72].
- 1537 – Stanisław Lipnicki, oficjał i kanonik sandomierski, oraz Mikołaj Kosowski, kanonik sandomierski, delegaci biskupa krakowskiego, zmuszają trzymającego Modliborzycach w zastawie Erazma Krupka do przekazania plebanowi Modliborzyc 4 kop żyta za to, że zabronił mu wybierać dziesięcinę snopową[73].
- 1540 – Zygmunt ze Stężycy, dr dekretów, audytor kurii biskupa, na prośbę magistra artium Stanisława, plebana Modliborzyc, stwierdza na miejscu, że otrzymuje on tylko dziesięcinę od kmieci z Modliborzyc, a dziesięcinę z folwarku zabiera klasztor świętokrzyski[27].
- 1540 – znany jest z dokumentów Jan wikary w Modliborzycach[74].
- 1546 – znany z dokumentów Walerian z Bodzentyna, pleban Modliborzyc i Pawłowa[75].
- 1550-60 – w tych latach kościelnym jest Andrzej Krupka[76].
- 1563 – biskup krakowski potwierdza układ w sprawie prawa patronatu nad kościołem w Modliborzycach zawarty między klasztorem świętokrzyskim a dziedzicami Gołoszyc Niższych i Stobca będą oni prezentować plebana Modliborzyc na zmianę, raz klasztor, raz dziedzice, przy czym druga strona uzna osobę prezentowanego pod karą 1000 czerwonych zł, byle tylko był on zdatny do służby kościelnej i uznawał jurysdykcję Stolicy Apostolskiej, równocześnie prezentowany przez szlachtę Paweł Stobiecki, pleban Szydłowa, zrezygnował z probostwa w Modliborzycach, a opat i konwentu świętokrzyskiego za zgodą szlachty prezentowali na plebana Modliborzyc Andrzeja Krajewskiego, archidiakona krakowskiego[77][b]
- 1564 – okręg parafialny: Modliborzyce, Gołoszyce, Gołoszyce Wyższe, Janczyce, Oziembłów, Piskrzyn, opustoszała wieś Rajczyn [dawniej Raczczyn], Rudniki, Stobiec i Wojnowice[36].
- 1596-8 – czas nadania (patronatu) Benedyktynów świętokrzyskich i ich opata, pleban niewymieniony[78].
- 1598 – pleban Modliborzyc rości sobie prawa do 1/2 łana w Żernikach (Inv. 1598 214);
- 1600 – Wojciech Paprocki, pleban Modliborzyc, zmuszony zostaje przez dzierżawcę Modliborzyc do przyjęcia 40 zł za dziesięcinę z Modliborzyc, choć należna mu była dziesięcina snopowa[27].
- 1601 – plebanem był Wojciech Paprocki[79].
- 1604 – opisano murowany kościół parafialny Wniebowzięcia NMP i ś. Benedykta, konsekrowany, kollatorem jest opat i konwent świętokrzyski. Pleban ma 3 łany, 2 zagrodników, sadzawkę, karczmę z rolą, łąki w Modliborzycach, Rudnikach i Stobcu, 1/2 łana w Piskrzynie. Jest kantor, rektor szkoły i szpital. Okręg parafialny: Modliborzyce, oba Dąbie, Gołoszyce Niższe, Oziembłów, Piskrzyn, Rajczyn, Rudniki, Stobiec, Wojnowice[80][81].
- 1606 – miała miejsce erekcja bractwa ubogich[82].
- 1614 – opisany był murowany kościół parafialny świętych Benedykta i Zofii, patronat opactwa świętokrzyskiego i około 50 szlachty. Plebanem jest chory Wojciech Paprocki z Wolborza, wikarym Krzysztof Iwański. Poza tym rektor szkoły, kantor spełniający też obowiązki dzwonnika, organista, szpital z 9 ubogimi. Pleban ma 3 łany i 2 poddanych. Do spowiedzi i komunii wielkanocnej przystąpiło 500 parafian. Do parafii należy 6 osad[83][84].
- 1627 – Bogusław Radoszewski opat i konwent świętokrzyski przeznaczają plac nad stawem rybnym „Gornia” w Modliborzycach na budowę szpitala dla ubogich oraz przeznaczonych dla niego: stodoły, obory i chlewni, tudzież ofiarowują szpitalowi położony obok ogród, który uzyskali od plebana Wojciecha Paprockiego w zamian za opustoszały ogród zwany Szafranowskie koło ogrodu Michała Kozieła, ponad stawem „Gornia”[85].
- 1627 – małżonkowie Stanisław i Elżbieta z Zagórowa Witosławscy zapisują położonemu koło kościoła szpitalowi w Modliborzycach na swych częściach w Piskrzynie pod karą 100 grzywien roczny czynsz wydawany w dniu ś. Pryski [18 I] na ręce przedstawiciela proboszcza Modliborzycach, a mianowicie: 12 korcy żyta ozimego miary iwańskiej, po korcu grochu, grochowin, owsa i pszenicy oraz połeć słoniny (ib.);
- 1629 – biskup krakowski zatwierdza fundację szpitala w Modliborzycach oraz poleca plebanowi Modliborzyc co roku powoływać spośród parafian radę nadzorczą, zabrania wspólnego przebywania w nim kobiet i mężczyzn, określa, ilu ubogich, starców i chorych, oprócz dzieci i tych, którzy sami potrafią zapracować na pożywienie, może w nim przebywać [liczby brak!], nakazuje pensjonariuszom spowiadać się i przyjmować komunię w każdą pierwszą niedzielę miesiąca i w święta solenne, uczestniczyć w niedzielnym nabożeństwie za dusze benefaktorów oraz w nauce katechizmu, śpiewać Bogurodzicę po matutinie (matutina tempora- o poranku) (ib.);
- 1639 – sąd biskupi nakazuje prowizorowi klasztoru świętokrzyskiego zwrócić plebanowi Modliborzyc żyto z Modliborzyc, już wybrane przez plebana, jednakże bezprawnie zwiezione do stodół konwentu[27].
- 1639 – pleban Wojciech Południowski[86].
- 1643 – dochód plebana wynosi 25 grzywny 19 groszy[87].
- 1646 – murowany kościół parafialny Wniebowzięcia NMP. W nim 4 stare ołtarze, brak oryginalnego dokumentu erekcji. Patronat w 1/2 należy do klasztoru świętokrzyskiego, w 1/2 do dziedziców Gołoszyc Niższych i Stobca.

Plebanem Wojciech Południowski, fundacja wikarych, szkoła, szpital z 4 ubogimi, bractwo ubogich uzyskuje po 1 florenów od 12 krów trzymanych przez parafian. Dochód parafii wynosi 500 zł, z tego 200 florenów „pro fabrica ecclesiae”. Pleban ma 2 poddanych oraz obecnie nieoddawane dochody z 160 florenów i 10 groszy zapisanych w 1602 r. przez Adama Bidzińskiego na Rudnikach i z 60 florenów 4 groszy zapisanych w 1636 r. przez Adama Lipnickiego na Gołoszycach Niższych.
Wyderkafy dla wikarych: z 1622 r. z zapisu Stanisława Witowskiego 200 florenów 12 groszy na Piskrzynie i z 1624 r. 300 florenów 18 groszy, dające łącznie 40 florenów (zwykle jednak czynsze wikariuszy nie dochodzą), do których pleban dokłada rocznie 60 florenów.
Kandydat na wikarego kształci się w Krakowie. Szpital pobiera dochód od sum 100 florenów 7 groszy i 60 florenów, który obecnie nie dochodzi z nieznanych powodów.
Pleban pobiera dziesięcinę z 9 wsi, z tego z 6 pieniężną. Do spowiedzi i komunii wielkanocnej przystąpiło 600 parafian. Do parafii należy 11 osad.
- 1651-1782 kościół parafialny ś. Benedykta[90].
- 1660 – miała miejsce erekcja bractwa Męki Pańskiej[91].
- 1666 – wiadomo o zapisie 200 florenów dla bractwa Miłosierdzia Bożego[92].
- 1668 – Mikołaj Oborski sufragan krakowski konsekruje w kościele w Modliborzycach kaplicę NMP i ś. Jana Ewangelisty (Kracik 137);
- 1676 – pleban, wikary, rektor szkoły i szpital z 6 ubogimi, którego większość uposażenia zatrzymana. Pleb. ma 4 ł., to jest 26 staj, pobiera dziesięcinę snopową z folwarku i od kmieci w Gołoszycach Niższych i Wyższych, Piskrzynie i Stobcu, od poddanych w Żernikach [?], dziesięcinę pieniężną z Oziembłowa, Rudnik i Wojnowic, dziesięcina z Modliborzyc zatrzymana, podobnie jak z Raczczyna, ta „ob desolationem agroru, et subditorum” (co się tłumaczy : na konto zniszczenia pól i przedmiotów).

Do spowiedzi i komunii wielkanocnej przystąpiło 600 parafian. Do parafii należy 8 osad.
- 1681-93 – klasztor świętokrzyski przegrywa proces o dziesięciny z Modliborzyc prowadzony z tutejszym plebanem[27].
- 1694 – wiadomo że kantor ma 36 zł dochodu, a organista 24 zł. Bractwo Męki Pańskiej ma zapis 200 florenów 12 groszy.

Pleban pobiera dziesięcinę snopową z folwarków i od kmieci w Modliborzycach oraz w Gołoszycach Niższych i Wyższych, ale te ostatnie zatrzymane, z folwarków i od kmieci w Piskrzynie oraz w Witowicach, ta ostatnia wart. 30 florenów, od poddanych w Żernikach [?], a także dziesięcinę pieniężną z Oziembłowa, Rudnik i Wojnowic.
Do spowiedzi i komunii wielkanocnej przystąpiło 500 parafian. Do parafii należy 8 osad.
- 1727 – murowany kościół parafialny Wniebowzięcia NMP, konsekrowany, 4 ołtarze: ś. Anny, ś. Benedykta, NMP Częstochowskiej, Podniesienia Krzyża Ś. Patronat klasztoru świętokrzyskiego

Plebanem Adam Zalesniewicz od 1720 r. jest także organista, brak wikarych, istnieje jednak fundacja wikariuszy jak w 1646 r. Szpital, bractwo Miłosierdzia Bożego otrzymuje z zapisu 200 florenów dokonanego w 1666 r. tylko 8 florenów, ma od 9 do 15 krów trzymanych u poddanych.
Pleban ma 3 łany, to jest 390 zagonów w 32 stajach, 9 sztuk bydła, 1 poddanego. Pleban ma wszystkie zapisy jak w 1646 r. oraz 200 florenów 12 groszy zapisanych przez Andrzeja Aleksandra Wysockiego w 1666 r. na Gołoszycach, 600/42 florenów zapisanych przez Katarzynę Konarską w 1725 r. na Stobcu, 2000 florenów 140 groszy zapisanych na Oziembłowie.
Pleban pobiera dziesięcinę snopową z folwarku i łanów kmiecych z Modliborzyc, z folwarku i od kmieci wart. 60 florenów w Oziembłowie, z folwarku i 48 florenów za dziesięcinę od kmieci w Piskrzynie, dziesięcinę pieniężną z folwarku i snopową od kmieci w Rudnikach, snopową z folwarku i pieniężną od kmieci w Wojnowicach, snopową od 2 zagrodników w Bratkowie i 1 kmiecia w Baczkowie, snopową od poddanych w Żernikach [?], pieniężną z Oziembłowa, obu Gołoszyc, 70 florenów ze Stobca.
Do spowiedzi i komunii wielkanocnej przystąpiło 433 parafian. Do parafii należy 7 osad.
- 1736 – kościół parafialny ś. Benedykta, konsekrowany, 4 ołtarze: ś. Anny, ś. Benedykta, ś. Antoniego i NMR Patronat opata i konwentu świętokrzyskiego, pleban Jan Kurnicki od tego roku, organista Marcin Staniszewski, drewniany szpital dla ubogich, bractwo Miłosierdzia Bożego. Pleban ma 3 łany, to jest 390 zagonów w 32 stajach, 6 sztuk bydła, zbiera 6 wozów siana. Bierze dziesięcinę snopową z folwarku i łanów kmiecych w Modliborzycach, od zagrody z Bratkowa i od zagrody w Żernikach, snopową z folwarku i od kmieci w Gołoszycach Niższych wartości 30 florenów i w Gołoszycach Wyższych wartości 60 florenów, dziesięcinę snopową z folwarku i 48 florenów za dziesięcinę od kmieci w Piskrzynie, dziesięcinę pieniężną z folwarku i snopową od kmieci w Rudnikach i Wojnowicach, dziesięcinę snopową z folwarku i 70 florenów za dziesięcinę od kmieci w Stobcu, dziesięcinę pieniężną z Oziembłowa. Do spowiedzi i komunii wielkanocnej przystąpiło 500 parafian. Okręg parafialny: Modliborzyce, oba Gołoszyce, Oziembłów, Piskrzyn, Rudniki, Stobiec, Wojnowice[97][98].
- 1747 – murowany kościół parafialny ś. Benedykta, taki też jest rzeczywisty i legalny tytuł kościoła, choć w recesie wizytacyjnym z 1652 r. mylnie wymienione wezwanie Wniebowzięcia NMP, 4 ołtarze, patronat klasztoru świętokrzyskiego i dziedziców Stobca oraz Gołoszyc Niższych.

Pleban Józef Manikowski ma 4 łany, to jest 26 staj i 6 sztuk bydła, zbiera 4 wozy siana. Organista ma 32 zł dochodu. Bractwo Miłosierdzia Bożego. Pleban pobiera dziesięcinę snopową z folwarku i łanów kmiecych z Modliborzyc, od zagrody w Bratkowie, 7 kop z działu w Oziembłowie, 60 kop z Rudnik, od poddanych w Żernikach [?], dziesięcinę z Gołoszyc Wyższych i Wojnowic zatrzymane, ze Stobca część zatrzymana. Do spowiedzi i komunii wielkanocnej przystąpiło 400 parafian. Do parafii należy 8 osad.
- 1764 – organista ma 32 zł dochodu. Bractwo Miłosierdzia NMP ma zapis 12 florenów na światło przed ołtarzem i z legatów 6 krów, trzymanych przez poddanych, szpital ma tylko ogród, nie otrzymuje wcześniejszych zapisów. Żydzi płacą 30 florenów daniny. Pleb. ma 16 grzywien 18 groszy dochodu. Ma 3 łany, 8 sztuk bydła, zbiera 15 wozów siana. Dysponuje zapisami jak w l. 1646 i 1727 oraz nowym zapisem sumy 1000 florenów i 53 grzywien z 1730 r. na Oziembłowie; czynsze wikariuszy jak w 1646 r., nie dochodzą.

Pleban pobiera dziesięcinę z folwarku w Modliborzyc, obecnie zatrzymana, snopową od kmieci w Modliborzyc, snopową z folwarku i od kmieci w Gołoszycach Niższych wart. 30 florenów, snopową z folwarku i 50 florenów za dziesięcinę od poddanych w Gołoszycach Wyższych, snopową 40 kop z Oziembłowa, snopową z folwarku i 60 florenów za dziesięcinę od kmieci w Piskrzynie, snopową 35 kop z Rudnik, snopową od poddanych w Żernikach [?]; dziesięcina snopowa od zagrodników z Bratkowa nie dochodzi, gdyż kmiecie nie sieją, część dziesięciny ze Stobca zatrzymana, z Wojnowic cała zatrzymana (z tego samego powodu co w Bratkowie). Do parafii należy 8 osad.
- 1776-82 – dochód plebana wynosi 400 zł (ib. 242);
- 1782 – intrata plebana wynosi 400 zł, rozchody 490 zł, przychody 890 zł. Szpital z 3 ubogimi. Do spowiedzi i komunii wielkanocnej przystąpiło 604 parafian. Do parafii należy 8 osad[102].
- 1787 – okręg parafialny: Modliborzyce, Gołoszyce Niższe i Wyższe, Oziembłów, Piskrzyn, Rudniki, Stobiec, Wojnowice, liczy 817 mieszkańców, w tym 47 Żydów[103].
- 1788 – Jakub Zajączkowski OSB, przeor klasztoru świętokrzyskiego, obiecuje na własny koszt wyremontować kościół w Modliborzycach, byleby tylko pleban Modliborzyc wycofał skargę przeciw pewnemu zakonnikowi świętokrzyskiemu, ekonomowi w Modliborzyc, dotyczącą „pewnej akcji (szczegóły nie są znane, ks Gacki również ich nie opisuje) w kościele modliborzyckim dnia 27-go kwietnia tegoż roku popełnionej”[104]
- 1791 – Piotr Łęcki, kustosz opatowski i pleban Modliborzyc, chcąc uniknąć ciągłych sporów, zrzekł się na rzecz klasztoru świętokrzyskiego dziesięciny snopowej z ról folwarku w Modliborzyc, w zamian za co przeor klasztor ofiarował mu rolę karczemną z niwy dworskiej[27].

## Studenci Uniwersytetu Krakowskiego
- 1414-5 – Wojciech syn Modliboga z Modliborzyc, student Uniwersytetu Krakowskiego[105](nie jest to wiadomość pewna, były też inne miejscowości o tej nazwie).

## Wydarzenia
- 1657 – (11.04.1657) spotkanie króla szwedzkiego z Rakoczym w Modliborzycach[106].

Obyczajowe 1561 znany był złodziejaszek Marcin Budek z Modliborzyc.

## Badania archeologiczne
W trakcie prac archeologicznych na terenie Modliborzyc odkryto osadę hutniczą z okresu wpływów rzymskich.